# Compuscan
Compuscan es una agencia de calificación crediticia con sede en Sudáfrica. Proporciona a las empresas y a los consumidores información crediticia comercial tanto de Sudáfrica como de otros países del ámbito africano.

## Historia
Fundada en 1994 y con sede en Stellenbosch (Sudáfrica), Compuscan es una filial de la sudafricana Compuscan Information Technologies. La compañía, que originalmente se centró en proporcionar informes de historial de crédito para las transacciones de microcréditos, es una de las principales agencias de calificación crediticia de Sudáfrica y es miembro de la llamada Credit Bureau Association del país. La compañía también proporciona informes sobre servicios bancarios y microcréditos de las vecinas repúblicas de Botsuana y Namibia.
En 2006, el Banco de Uganda seleccionó a Compuscan para construir la primera Oficina de Referencia de Créditos de Uganda. Este sistema, que se introdujo formalmente en 2008, exigía que las instituciones financieras ugandesas emitieran tarjetas inteligentes a sus prestatarios como parte de un programa de identificación de prestatarios.